# Szafir (telewizor)
Szafir – model 17 calowego odbiornika telewizyjnego o oznaczeniu OT1731. Produkowany był w pierwszej połowie lat 60. XX wieku przez Warszawskie Zakłady Telewizyjne. Był uproszczoną wersją odbiornika Szmaragd 902. 

## Charakterystyka odbiornika
Telewizor Szafir jest dwunastokanałową superheterodyną o różnicowej metodzie odbioru fonii w standardzie OIRT. Wyposażony jest w lampę kineskopową AW43-80 (czasami AW43-802) o odchyleniu 90° o wymiarze ekranu 282 x 363 mm. Przystosowany jest do zasilania z sieci prądu przemiennego 220 V 50 Hz. Pobór mocy z sieci podczas odbioru programu wynosi ok. 180 W.
Obudowy telewizorów Szafir wykonane były z drewna, a następnie pokryte fornirem. Odbiorniki te były spotykane w kilku wersjach kolorystycznych. Przed kineskopem zamontowana jest szyba, której zadaniem jest ochrona użytkowników w razie implozji kineskopu.
W Szafirze zastosowano następujące lampa elektronowe:
- PCC84 – wzmacniacz w.cz
- PCF82 – mieszacz i heterodyna
- EF80 – I stopień p.cz
- EF80 – II stopień p.cz
- EF80 – III stopień p.cz
- PCL84 – wzmacniacz wizji i kluczowana ARW
- EF80 – wzmacniacz częstotliwości różnicowej fonii
- PCF82 – ogranicznik amplitudy i I stopień m.cz
- PL841 – wzmacniacz mocy
- PCF82 – separator impulsów synchronizujących i symetryzator
- EF80 – tranzytronowa, wyzwalana synchronizacja pionowa
- PCL82 – generator i wzmacniacz odchylania pionowego
- PCF82 – generator odchylania poziomego i lampa reaktancyjna
- PL36 – wzmacniacz końcowy linii
- PY81 – dioda tłumiąco-usprawniająca
- EY86 – prostownik wysokiego napięcia
- AW43-80 lub AW43-802 – kineskop implozyjny 17"

## Dane techniczne
- Zasilanie:
  - sieć prądu przemiennego 220 V 50 Hz
  - pobór prądu ok. 180 W
  - bezpieczniki: 0,16 A i 1,5 A
- Czułość:
  - toru wizji ok. 250 μV
  - toru fonii ok. 150 μV w pierwszym pasmie i ok. 250 μV w drugim i trzecim pasmie TV
- Częstotliwości:
  - pośrednia wizji 34,25 MHz
  - pośrednia fonii 27,75 MHz
  - różnicowa 6,5 MHz
- Przekątna ekranu 17 cali
- Głośnik magnetoelektryczny owalny, typu GD 18-13/2
- Wejście antenowe niesymetryczne - oporność wejściowa 280 Ω
- Wymiary odbiornika 549x470x400 mm